# Libro di Iannes e Iambres

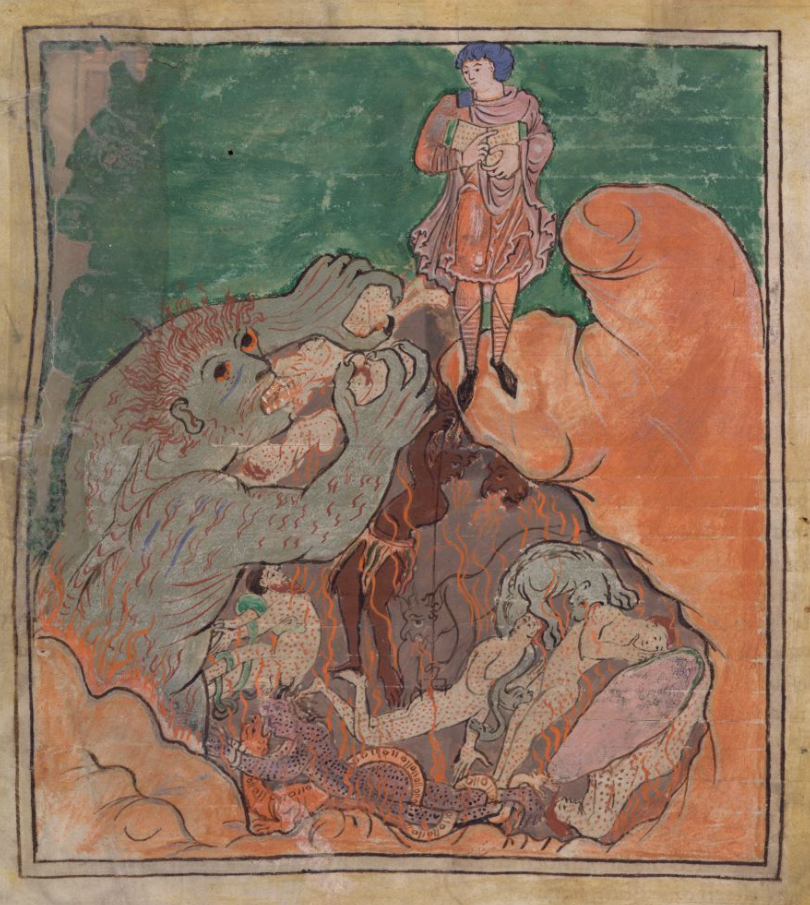
Iambres evoca Iannes dagli inferi in una rappresentazione medievale

Il Libro di Iannes e Iambres è un apocrifo dell'Antico Testamento andato perduto. Scritto in greco, era di origine giudaica o cristiana. 
Tale documento è noto per citazioni indirette del solo titolo, contenute nelle opere di Origene e nel Decreto di Gelasio.
Il contenuto è ignoto. È altresì incerto dunque che si trattasse di una preghiera o di un salmo penitenziale, nell'ipotesi di una conversione al giudaismo dei due maghi egizi che si scontrarono con Mosè (episodio narrato nel Targum) e che la tradizione giudaica chiamò Iannes e Iambres. I due personaggi sono citati da San Paolo (2 Timoteo 3,8-9), che non ne riprendeva i nomi dall' Esodo, ove non sono presenti, ma o dalla su citata fonte tradizionale o da altri scritti giudaici del I secolo.